# 山本翔
山本 翔（やまもと しょう、1984年1月13日 - ）は、福岡県北九州市八幡西区出身の元プロ野球選手（捕手）。
2013年、2014年は広島経済大学硬式野球部の監督を務め、2017年7月より島根県立矢上高等学校野球部の監督。

## 来歴・人物
福岡県立東筑高等学校では、3年夏の県大会でベスト8に進出。当時の同級生に、同じ広島でプレーした中村真崇がいる（山本の引退後に入団したため同時にプレーはしていない）。また、同じ広島の高信二コーチと、井生崇光スコアラーは同校での先輩にも当たる。
高校卒業後の2002年に、捕手としてドラフト5巡目で広島へ入団。9年間で一軍公式戦出場機会がないまま、2010年10月3日に戦力外通告を受けた。
球団からはスタッフとしての採用を打診されたが辞退。知人の紹介で、外資系保険会社・アリコジャパンへ転職した。
会社員として働きながら、2011年と2012年は硬式少年野球チーム「広島安佐ボーイズ」の小学部を指導。2013年2月から、広島OB・龍憲一の後任で広島六大学野球連盟の広島経済大学硬式野球部の監督を務め、2014年春にはリーグ優勝に導き、全日本大学野球選手権にも出場。同年11月で退任。2015年と2016年は「広島安佐ボーイズ」の中学部を指導。
2017年3月、「地域の活性化のために若者を指導してほしい」という誘いを受け、島根県邑南町の職員に転職し、妻と二女の家族と共に移住した。教育委員会生涯学習課に籍を置き、野球場などの施設管理を担当する。同年7月より島根県立矢上高等学校野球部監督に就任。就任当時は初戦敗退が常だったが、2018年の秋季県大会で4強入り、2019年の秋季県大会では優勝に同部を導いた。

## 詳細情報

### 年度別打撃成績
- 一軍公式戦出場なし

### 背番号
- 61 （2002年 - 2010年）